# (34133) Charlesfenske
2000 QU5 (asteroide 34133) é um asteroide da cintura principal. Possui uma excentricidade de 0.03225600 e uma inclinação de 2.15931º.
Este asteroide foi descoberto no dia 24 de agosto de 2000 por LINEAR em Socorro.